# Adrian Lewis
Adrian Lewis (* 21. ledna 1985 Stoke-on-Trent) je anglický profesionální hráč šipek. Je dvojnásobným mistrem světa, turnaj vyhrál v letech 2011 a 2012. Přezdívá se mu Jackpot, protože v roce 2005 vyhrál jackpot v kasinu v Las Vegas. Peníze tehdy ale nezískal, jelikož mu bylo teprve 20 let a v USA je možné legálně hrát až od 21 let.
Během rané části své kariéry až do roku 2007 byl Lewis chráněncem 16násobného mistra světa Phila Taylora, se kterým trénoval v jejich domovském městě Stoke-on-Trent. V televizním utkání debutoval v roce 2004 ve věku 19 let na UK Open. Kromě dvou titulů mistra světa vyhrál Lewis další dva major turnaje PDC: Mistrovství Evropy 2013 a UK Open 2014. Je také čtyřnásobným vítězem týmového PDC World Cup of Darts, všechny ročníky ovládl s Philem Taylorem.

## Výsledky na mistrovství světa

### PDC
- 2006: Čtvrtfinále (porazil ho Peter Manley 3-5)
- 2007: Třetí kolo (porazil ho Andy Jenkins 3-4)
- 2008: Čtvrtfinále (porazil ho Kevin Painter 2-5)
- 2009: Druhé kolo (porazil ho Paul Nicholson 3-4)
- 2010: Čtvrtfinále (porazil ho Phil Taylor 0-5)
- 2011: Vítěz (porazil Garyho Andersona 7-5)
- 2012: Vítěz (porazil Andyho Hamiltona 7–3)
- 2013: Čtvrtfinále (porazil ho Michael van Gerwen 4-5)
- 2014: Semifinále (porazil ho Michael van Gerwen 0-6)
- 2015: Třetí kolo (porazil ho Raymond van Barneveld 3-4)
- 2016: runner-up (porazil ho Gary Anderson 5-7)
- 2017: Třetí kolo (porazil ho Raymond van Barneveld 3-4)
- 2018: První kolo (porazil ho Kevin Münch 1-3)
- 2019: Čtvrté kolo (porazil ho Michael van Gerwen 1-4)
- 2020: Čtvrté kolo (porazil ho Dimitri Van den Bergh 3-4)
- 2021: Druhé kolo (porazil ho Danny Baggish 1-3)
- 2022: Druhé kolo (porazil ho Gary Anderson 1-3)
- 2023: Druhé kolo (porazil ho Damon Heta 0-3)

## Finálové zápasy

### Major turnaje PDC: 14 (4 tituly)
| Legenda                           |
| --------------------------------- |
| Mistrovství světa (2–1)           |
| World Matchplay (0–1)             |
| World Grand Prix (0–1)            |
| Premier League (0–1)              |
| UK Open (1–0)                     |
| The Masters (0–1)                 |
| Players Championship Finals (0–2) |
| Mistrovství Evropy (1-2)          |
| US Open (0–1)                     |

| Výsledek  | No. | Rok  | Turnaj                      | Soupeř             | Skóre     |
| --------- | --- | ---- | --------------------------- | ------------------ | --------- |
| Finalista | 1.  | 2006 | World Series US Open        | Phil Taylor        | 5–13 (l)  |
| Finalista | 2.  | 2008 | Mistrovství Evropy          | Phil Taylor        | 5–11 (l)  |
| Finalista | 3.  | 2010 | World Grand Prix            | James Wade         | 3–6 (s)   |
| Vítěz     | 1.  | 2011 | Mistrovství světa           | Gary Anderson      | 7–5 (s)   |
| Finalista | 4.  | 2011 | Premier League              | Gary Anderson      | 4–10 (l)  |
| Finalista | 5.  | 2011 | Mistrovství Evropy          | Phil Taylor        | 8–11 (l)  |
| Vítěz     | 2.  | 2012 | Mistrovství světa           | Andy Hamilton      | 7–3 (s)   |
| Vítěz     | 3.  | 2013 | Mistrovství Evropy          | Simon Whitlock     | 11–6 (l)  |
| Finalista | 6.  | 2013 | Mistrovství světa           | Phil Taylor        | 13–18 (l) |
| Finalista | 7.  | 2013 | The Masters                 | Phil Taylor        | 1–10 (l)  |
| Vítěz     | 4.  | 2014 | UK Open                     | Terry Jenkins      | 11–1 (l)  |
| Finalista | 8.  | 2014 | Players Championship Finals | Gary Anderson      | 6–11 (l)  |
| Finalista | 9.  | 2015 | Players Championship Finals | Michael van Gerwen | 6–11 (l)  |
| Finalista | 10. | 2016 | Mistrovství světa           | Gary Anderson      | 5–7 (s)   |

### Finále světové série PDC: 3 (1 titul)
| Legenda                     |
| --------------------------- |
| World Series of Darts (1-2) |

| Výsledek  | No. | Rok  | Turnaj                 | Soupeř                | Skóre     |
| --------- | --- | ---- | ---------------------- | --------------------- | --------- |
| Finalista | 1.  | 2015 | Sydney Darts Masters   | Phil Taylor           | 3–11 (l)  |
| Vítěz     | 1.  | 2015 | Auckland Darts Masters | Raymond van Barneveld | 11–10 (l) |
| Finalista | 2.  | 2016 | Auckland Darts Masters | Gary Anderson         | 7–11 (l)  |

### Týmové turnaje PDC: 5 (4 tituly)
| Výsledek  | No. | Rok  | Turnaj             | Tým    | Spoluhráč   | Soupeři                                                 | Skóre   |
| --------- | --- | ---- | ------------------ | ------ | ----------- | ------------------------------------------------------- | ------- |
| Vítěz     | 1.  | 2012 | World Cup of Darts | Anglie | Phil Taylor | Austrálie – Simon Whitlock a Paul Nicholson             | 4–3 (m) |
| Vítěz     | 2.  | 2013 | World Cup of Darts | Anglie | Phil Taylor | Belgie – Kim Huybrechts a Ronny Huybrechts              | 3–1 (m) |
| Finalista | 1.  | 2014 | World Cup of Darts | Anglie | Phil Taylor | Nizozemsko – Michael van Gerwen a Raymond van Barneveld | 0–3 (m) |
| Vítěz     | 3.  | 2015 | World Cup of Darts | Anglie | Phil Taylor | Skotsko – Gary Anderson a Peter Wright                  | 3–2 (m) |
| Vítěz     | 4.  | 2016 | World Cup of Darts | Anglie | Phil Taylor | Nizozemsko – Michael van Gerwen a Raymond van Barneveld | 3–2 (m) |

## Zakončení devíti šipkami
Seznam televizních zakončení legů devítkou, tedy nejnižším možným množstvím šipek.
| Datum             | Soupeř                | Turnaj             | Způsob                              |
| ----------------- | --------------------- | ------------------ | ----------------------------------- |
| 3. ledna 2011     | Gary Anderson         | Mistrovství světa  | 3 × T20; 3 × T20; T20, T19, D12     |
| 31. července 2011 | Raymond van Barneveld | Mistrovství Evropy | 3 × T20; 3 × T20; T20, T19, D12     |
| 30. prosince 2014 | Raymond van Barneveld | Mistrovství světa  | 3 × T20; 3 × T20; T20, T19, D12     |
| 14. dubna 2016    | James Wade            | Premier League     | 3 × T20; 2 × T20, T19; 2 × T20, D12 |
| 13. dubna 2017    | Raymond van Barneveld | Premier League     | 3 × T20; 3 × T20; T20, T19, D12     |